# 上杉憲勝
上杉憲勝（生年不詳－卒年不詳）是日本戰國時代人物。武藏國的大名。通稱藏人。

## 生平
扇谷上杉氏的一族，但是亦有說法指是出自深谷上杉家或山內上杉家並成為扇谷家的猶子。父親可能是上杉朝昌、上杉定正或是上杉朝興。
憲勝最初以七澤七郎之名在奥羽以浪人身份活動。朝興的兒子朝定（如果跟從後者的说法的話，是憲勝的兄長）在河越夜戰戰死後，扇谷上杉氏的嫡流宣告滅亡，於是憲勝為太田資正所擁立並繼承扇谷上杉氏第15任家督。
1559年（永祿2年），太田資正從北條氏康手上奪回松山城後，憲勝以城主身份入城；但是2年後，被北條、武田聯軍包圍而降伏。應資正而在雪冬翻山越嶺前往石戶城救援的上杉輝虎，於憲勝降伏的次日到達城外方知憲勝歸降北條氏之後，一度欲殺太田資正，最後斬殺憲勝留置為人質的兩名兒子。